# Acryptolaria inversa
Acryptolaria inversa is een hydroïdpoliep uit de familie Lafoeidae. De poliep komt uit het geslacht Acryptolaria. Acryptolaria inversa werd in 2010 voor het eerst wetenschappelijk beschreven door Peña Cantero & Vervoort. 